# Scopula kohor
Scopula kohor är en fjärilsart som beskrevs av Claude Herbulot och Pierre E.L. Viette 1952. Scopula kohor ingår i släktet Scopula och familjen mätare. Inga underarter finns listade.